# Tagliacozzo
Tagliacozzo är en ort och kommun i provinsen L'Aquila i regionen Abruzzo i Italien. Kommunen hade 6 691 invånare (2018).